# Karankawa
I Karankawa (chiamati anche Karankawan o Clamcoëhs, o Auia nella loro stessa lingua) erano una tribù di indiani, oggi scomparsa, che ebbe un importante ruolo nella storia del Texas.

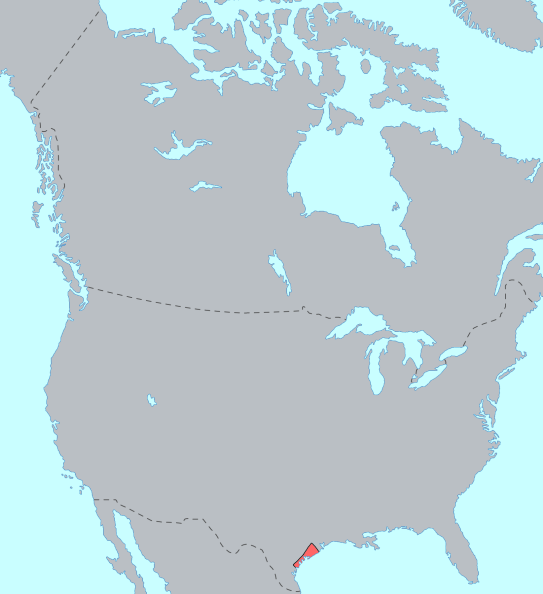
Distribuzione dei Karankawa